# Luis María Jaureguiberry
Luis María Jaureguiberry,(1911-1976) fue un abogado, Convencional Constituyente de la Nación y profesor universitario argentino.

## Biografía
Nació en Federación, Entre Ríos, el 19 de marzo de 1911. Hijo de Luis Jaureguiberry y Laurentina Latorre. En 1942 contrajo matrimonio con Norah Elida Pereyra, unión de la cual nacieron sus hijos Nora Lucía, Luis Enrique, María Esther, Susana, José Miguel y Carlos.
Realizó sus estudios secundarios en Buenos Aires, en el Colegio San José de los Padres Bayoneses. En 1932 se gradúa de abogado en la Universidad de Buenos Aires, y en 1933 se radica en la ciudad de Concordia. A temprana edad decide incursionar en las lides políticas, en el seno de la Unión Cívica Radical, en el llamado antipersonalismo entrerriano, crítico de la administración caudillista de Hipólito Yrigoyen. Será opositor al gobierno de Juan Domingo Perón, a tal punto que participará junto con otros jóvenes radicales como Mariano Grondona y Roque Carranza, en el atentado terrorista en la Plaza de Mayo de abril de 1953, que consistió en la detonación de dos bombas mientras se realizaba un acto organizado por la Confederación General del Trabajo (CGT) en la Plaza de Mayo donde murieron seis personas y más de 90 quedaron heridas, entre ellos 19 mutilados. Durante la dictadura autodenominada Revolución Libertadora, su ideario lo vincula con las ideas del dictador Pedro Eugenio Aramburu.
Después del dictado de las Directivas Básicas por el Gobierno Provisional, el 7 de diciembre de 1955, durante la Revolución Libertadora, son suspendidas la vigencia de la constitución, anulada la de 1949 por decreto, y de todo derecho constitucional. En 1957, a través de elecciones con fuertes proscripciones, es electo Convencional Constituyente por la provincia de Entre Ríos por la Unión Cívica Radical del Pueblo. El 10 de noviembre de 1955 se constituyó una Junta Consultiva del gobierno militar, presidida por Rojas. Una fracción radical (UCRP), los socialistas, los Demócratas Conservadores, Cristianos, Progresistas y de Centro, sancionaron el artículo 14 bis, que los derechos del trabajador, que el gobierno de facto de Pedro Eugenio Aramburu había eliminado en los hechos. los convencionales conservadores y sabattinistas se retiraron de la Convención Constituyente dejándola definitivamente sin quórum para evitar que se avanzará en la sanción de derechos sociales y económicos.
Luego de la renuncia a la Unión Cívica Radical que formaliza ya entrados los años sesenta, y de una corta participación en las filas de UdelPA, el partido político fundado en 1962. Aquejado por problemas de salud, falleció en Concordia el 19 de marzo de 1976, y sus restos descansan esa ciudad.